# Aldeno
Aldeno (tiếng Đức: Aldein im Lagertal hay Alden) là một comune ở Trentino, miền bắc Ý.